# Trao đổi chéo nhiễm sắc thể

Hình 1: Trao đổi chéo xảy ra khi hai nhiễm sắc tử không chị em tiếp hợp, rồi trao đổi tương hỗ hai đoạn tương đồng. Từ đó gây ra hoán vị gen, có thể tạo ra thể dị hợp (Ab và aB).

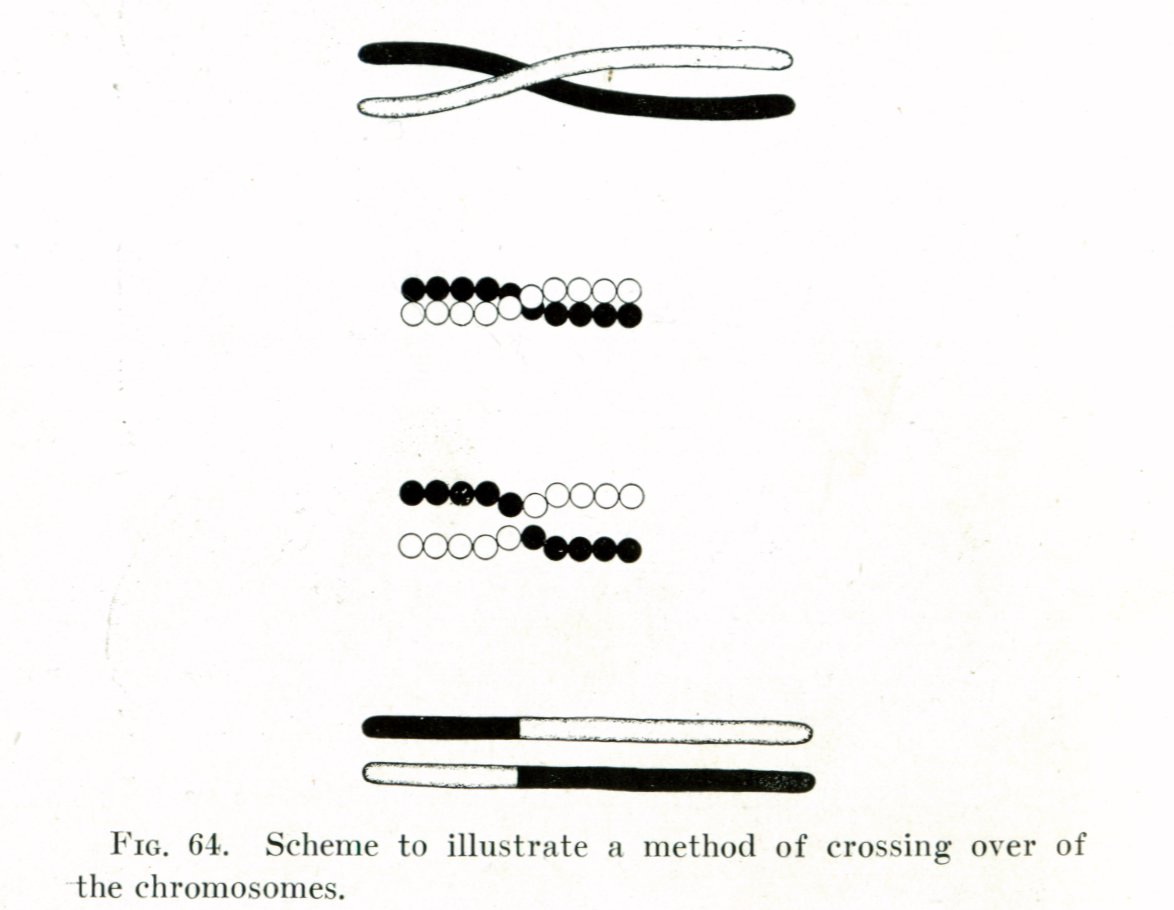
Hình 2: Mô tả của Thomas Hunt Morgan về trao đổi chéo (1916)

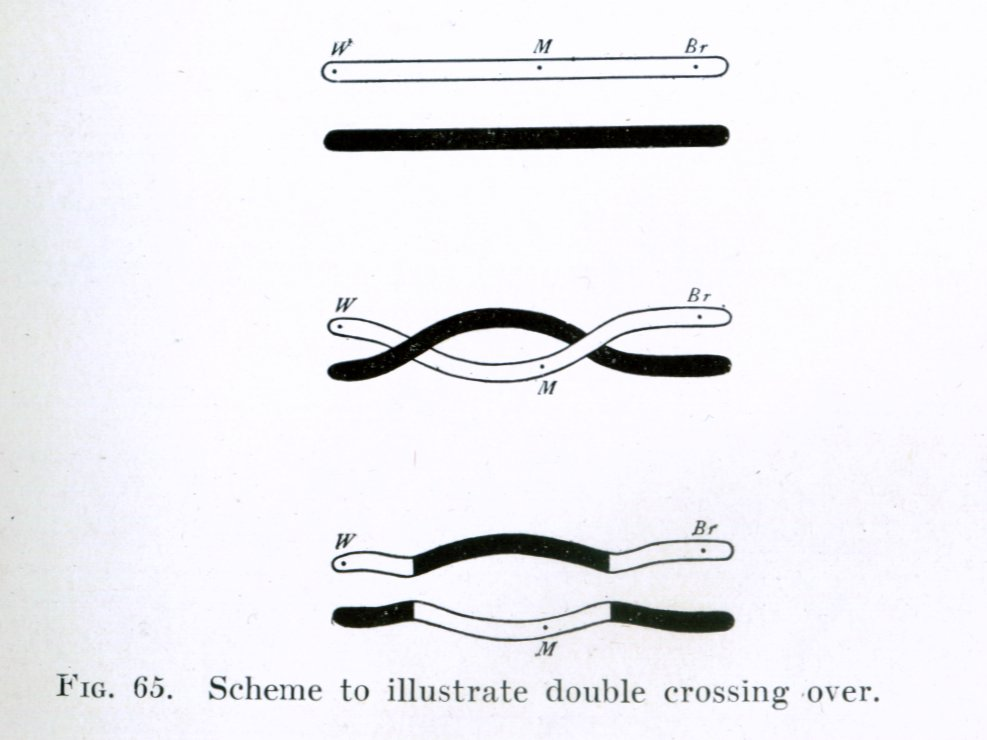
Hình 3: Trao đổi chéo kép.

Trao đổi chéo nhiễm sắc thể (thường gọi tắt: trao đổi chéo) là sự trao đổi lẫn nhau giữa các đoạn tương ứng của hai nhiễm sắc thể tương đồng, thường dẫn đến kết quả tái tổ hợp tương đồng, gây ra hiện tượng gen hoán vị.
Thuật ngữ này nguyên gốc từ tiếng Anh "Crossing Over"  với tên đầy đủ là "genetical crossing over" (trao đổi chéo di truyền) hoặc "crossing over biological" (trao đổi chéo sinh học). Nguyên gốc tiếng Anh này, từ lâu đã được dịch ra tiếng Việt là trao đổi chéo.

## Nội hàm
Khái niệm trao đổi chéo bao hàm:
- sự trao đổi tương hỗ ("có đi có lại") giữa hai nhiễm sắc thể không chị em (non-sister chromatids);
- hai đoạn được trao đổi phải tương ứng với nhau, nghĩa là có trình tự các lô-cut gen giống nhau.

## Lược sử
Trao đổi chéo được miêu tả trên lý thuyết bởi Thomas Hunt Morgan. Ông dựa vào khám phá của Frans Alfons Janssens, người đã mô tả hiện tượng năm 1909 và gọi nó là "chiasmatypie". Thuật ngữ chiasma (tức là bắt chéo) được liên kết, nếu như không phải trùng khớp, với hiện tượng trao đổi chéo nhiễm sắc thể. Morgan ngay lập tức nhìn thấy tầm quan trọng to lớn của sự diễn giải về mặt tế bào học về hiện tượng bắt chéo của Janssens đối với những kết quả thực nghiệm của nghiên cứu của ông về di truyền trên Drosophila (hình 2). Nền tảng vật lý của trao đổi chéo lần đầu được mô tả bởi Harriet Creighton và Barbara McClintock vào năm 1931. Tiếp hợp có thể dẫn đến trao đổi chéo kép (hình 3).
Dẫn đến những nhiễm sắc thể  trong quá trình sinh sản hữu tính. Nó là một trong những giai đoạn cuối cùng của tái tổ hợp di truyền, diễn ra trong giai đoạn pchytene của kì đầu I ở giảm phân qua một quá trình gọi là tiếp hợp. Quá trình tiếp hợp này thường dẫn đến trao đổi chéo. Đó là hiện tượng khi các vùng tương ứng nhau trên các nhiễm sắc thể đang tiếp hợp bị đứt, rồi tái kết nối với nhiễm sắc thể tương đồng còn lại, dẫn đến gen hoán vị. Hiện tượng này gây ra tái tổ hợp tương đồng, có thể tạo thành dị hợp tử từ cơ thể vốn là đồng hợp tử (hình 1).